# Sophie Llobet
Sophie Llobet, née le 8 mai 1966 à Antibes, est une joueuse de hockey sur gazon française, ayant évolué au poste de milieu de terrain.
Elle est la recordwoman française du nombre de sélections féminines sur gazon.

## Joueuse

### Équipe de France
- Internationale durant 20 ans, de 1983 (à Kuala Lumpur contre Singapour, en Coupe Intercontinentale) à septembre 2003 (à Barcelone, 12 nations en Championnat d'Europe sur gazon);
- 197 sélections nationales sur gazon;
- 30 sélections nationales en salle;
- Participation à 5 coupes du monde gazon, 1 coupe du monde en salle en 2003, 5 championnats d'Europe gazon, et 3 Championnats d'Europe en salle;  1 tournoi  pré-Olympique.
- 3e du Championnat d'Europe en salle en 2002;
- 2e de la Coupe des Alpes en 2002 (à Prague);
- 3e de la Coupe du Monde en salle en 2003 (à Leipzig).

### Clubs

#### Carrière
CORCannes; 
ASF Antibes HC;
Racing Club de France (RCF) (éphémère);
Stade français (SF) (durant la majeure partie de sa carrière sportive);
ASF Antibes HC; 
ES Villeneuve-Loubet.

#### Victoires (Stade français)
- EuroHockey Club Champions Trophy: 1990 à Vienne (équipe première féminine) (2e de la compétition en 1987 à Katowice, et en 1999 à Milan);
- Championne de France (sur gazon): 1985, 1986, 1987, 1988, 1989, 1990, 1991, 1992, 1994, 1996, 1997, et 1998.

### Récompenses
- 5 septembre 2011: Challenge Jacqueline Coutou (ancienne juge-arbitre internationale française) de Nationale 2 (équivalent à une 3e division), pour son titre de meilleure buteuse pour la saison 2010/2011, toujours avec l'E.S. Villeneuve-Loubet.meilleure buteuse en salle saison Elite 2013

## Entraîneur National
- Championne d'Europe en salle groupe B en janvier 2012, l'équipe de France féminine retrouvant ainsi l'élite du groupe A dès le courant 2012.
- 4e place au championnat d'Europe B en juillet 2013
- 7e championnat d'Europe salle A  à Prague en janvier  2014
- 1re World League 1 à Prague septembre 2014